# All the Real Girls
Pour plus de détails, voir Fiche technique et Distribution.
All the Real Girls est un film de David Gordon Green sorti en 2003.

## Synopsis
Paul est un jeune homme ayant la réputation d'être un homme à femme qui vit dans une petite ville. Il finit par tomber amoureux de la sœur de son meilleur ami.

## Fiche technique
- Titre : All the Real Girls
- Réalisation : David Gordon Green
- Scénario : David Gordon Green et Paul Schneider
- Photographie : Tim Orr
- Montage : Zene Baker et Steven Gonzales
- Producteur exécutif : Jean Doumanian
- Pays d'origine : États-Unis
- Genre : Romance
- Durée : 1 h 47 m

## Distribution
- Paul Schneider : Paul
- Zooey Deschanel : Noel
- Shea Whigham : Tip
- Maurice Compte : Bo
- Danny R. McBride : Bust-Ass

## Bande originale
1. All These Vicious Dogs - Will Oldham
2. Body on Fire - Steady Baker
3. Beautiful Stars - Isaac Freeman
4. Apocalypso - Mazinga Phaser
5. Sea of Teeth - Sparklehorse
6. Mabel Custer - Utah Carol
7. The Beginner - Miranda Lee Richards
8. Timberlawn - David Wingo & Michael Linnen
9. Fear Satan Remix - Mogwai
10. Goin' Back Home - Paul Jones
11. I Can't Win - The Dynamite Brothers
12. Up to Pizmo - Labradford
13. The Moon Is Down - Explosions in the Sky
14. Cactus Wren - Mark Olson & The Creekdippers
15. Say Goodbye Good - The Promise Ring